# 崔永林
崔 永林（チェ・ヨンリム、1929年11月20日 - ）は、朝鮮民主主義人民共和国（北朝鮮）の政治家。最高人民会議常任委員会名誉副委員長。内閣総理（首相に相当、第4代）や朝鮮労働党中央委員会政治局常務委員を務めた。
崔英林と表記されることもある。崔善姫は長女（養女という説あり）。

## 略歴
日本統治時代に、咸鏡北道で生まれる。朝鮮民主主義人民共和国建国後、朝鮮戦争が始まった1950年7月、朝鮮人民軍に入隊。戦後、万景台革命学院、金日成総合大学を卒業し、モスクワ大学へ留学して同大学も卒業した。
1956年、朝鮮労働党組織指導部の責任指導員として政治的キャリアを歩み始める。1970年以降は党中央委員会の課長、副部長、第一副部長、部長職を歴任。1980年には錦繍山議事堂（国家主席府）秘書室責任秘書（金日成国家主席の秘書室長）となり、同年10月の第6回党大会で党政治局員候補に選出される。
1990年5月の最高人民会議第9期第1回会議で、延亨黙内閣の政務院副総理（副首相）兼国家計画委員会委員長（大臣級）に選出。1992年12月、第2次姜成山内閣が発足すると、政務院副総理に再任され、金属工業部長（大臣）を兼務した。1998年9月に発足した洪成南内閣では中央検察所長に任命された。
2005年に最高人民会議常任委員会書記長、2009年7月には平壌直轄市党委員会の責任書記に就任。2010年6月7日、最高人民会議第12期第3回会議で内閣総理に選出。同年9月28日に開催された第3回党代表者会議および中央委員会総会で政治局常務委員に選出された。
2013年4月1日に内閣総理を退任し、最高人民会議常任委員会名誉副委員長となった。同月8日の中央委員会政治局会議で政治局常務委員を退任した。
2019年3月に行われた最高人民会議第14期代議員選挙では推薦者リストに名前がないことが確認されている。